# Эрсарыев, Оразгельды
Оразгельды́ Эрсары́ев (1900—1978) — советский новатор колхозного производства, председатель колхоза им. Тельмана Ленинского района Ташаузской области Туркменской ССР. Дважды Герой Социалистического Труда (1947, 1957).

## Биография
Родился 6 (19) марта 1900 года в селе Атаяб Хивинского ханства (ныне — Дашогузский велаят Туркмении).
C 1937 года работал председателем колхоза им. Тельмана Ленинского района Ташаузской области Туркменской ССР. Под его руководством в колхозе получены устойчивые и высокие урожаи хлопчатника.
Член КПСС с 1943 года. Делегат съездов КПСС. Член ЦК КП Туркмении. Депутат Верховного Совета СССР 2—6-го созывов.
Умер 5 февраля 1978 года.

## Награды
- Дважды Герой Социалистического Труда:
  - 19.03.1947 и 14.02.1957 — за высокие урожаи хлопка.
- Награждён 6 орденами Ленина, орденами Октябрьской Революции и Трудового Красного Знамени, а также медалями СССР и ВДНХ (в том числе 5 большими золотыми и 3 золотыми).
- 30.07.1951 был награждён орденом Ленина, которого был лишён Постановлением Президиума Верховного Совета СССР от 10.12.1952 «в связи с невыполнением показателей по урожайности хлопка-сырца».

## Память
- посёлок имени Оразгелди Эрсарыева (с 2022 года)[4].